# Булаксайский сельский округ
Булакса́йский се́льский окру́г (каз. Бұлақсай ауылдық округі) — административная единица в составе Аршалынского района Акмолинской области.
Административный центр — село Булаксай.

## География
Административно-территориальное образование расположено в северной части Аршалынского района. В состав сельского округа входит 3 населённых пункта. 
Граничит с землями административных единиц:
- Целиноградский район — на севере, западе,
- Ерейментауский район — на востоке,
- Сарыобинский, Волгодоновский сельские округа — на юге.

Территория сельского округа расположена на казахском мелкосопочнике. Рельеф местности в основном представляет из себя равнину с малыми возвышенностями. Перепад высот незначительны; средняя высота округа — около 410 метров над уровнем моря.
Гидрографическая сеть округа представлена озерами Алаколь, Шошкалыколь, Тышканколь, Жарколь и другими.
Климат холодно-умеренный, с хорошей влажностью. Среднегодовая температура воздуха положительная и составляет около +3,8°С. Среднемесячная температура воздуха в июле достигает +20,0°С. Среднемесячная температура января составляет около -14,6°С. Среднегодовое количество осадков составляет около 415 мм. Основная часть осадков выпадает в период с мая по август.
Проходит Южно-Сибирская железнодорожная магистраль. 

## История
В 1989 году существовал как — Нововладимировский сельсовет (сёла Нововладимировка, Акжар, Владимировка, Заря, Сарыоба, Херсоновка, станция Сарыоба).
В периоде 1991—1998 годов:
- Нововладимировский сельсовет был преобразован в сельский округ;
- сёла Владимировка, Сарыоба, станция Сарыоба — образовали отдельное административно-территориальное образование Сарыобинский сельский округ с центром в селе Сарыоба;
- село Акжар было упразднено.

В 2000 году село Херсоновка было переименовано в село Костомар.
В 2001 году село Заря было переименовано и преобразовано в аул Акжар.
В 2007 году сельский округ, село Нововладимировка были переименованы в Булаксайский сельский округ, село Булаксай соответственно.

## Население
| Численность населения | Численность населения | Численность населения |
| 1989                  | 1999                  | 2009                  |
| --------------------- | --------------------- | --------------------- |
| 3243                  | ↘1553                 | ↘1469                 |

## Состав
| № | Населённый пункт | Тип населённого пункта       | Население, 1989 | Население, 1999 | Население, 2009 |
| - | ---------------- | ---------------------------- | --------------- | --------------- | --------------- |
| 1 | Акжар            | аул                          | 172             | 216             | 182             |
| 2 | Акжар            | село, упразднено             | 66              | -               | -               |
| 3 | Булаксай         | село, административный центр | 1 145           | 942             | 840             |
| 4 | Костомар         | село                         | 344             | 395             | 447             |

## Местное самоуправление
Аппарат акима Булаксайского сельского округа — село Булаксай, улица Окжетпес, 4.
- Аким сельского округа — Джандыбаев Куаныш Мухтарович[1].